# Cisuralien
Stratigraphie
Pennsylvanien Guadalupéen
Carbonifère
Le Cisuralien est la première série ou époque géologique du Permien, dans l'ère Paléozoïque.
Il est divisé en quatre étages, du plus récent au plus ancien, :
- le Kungurien (  -   Ma)
- l'Artinskien (290,1 ±0,26 et   Ma)
- le Sakmarien (293,52 ±0,17 et 290,1 ±0,26 Ma)
- l'Assélien (298,9 ±0,15 et 293,52 ±0,17 Ma)

## Nom et contexte
Le Cisuralien est la première série ou époque du Permien. Le Cisuralien a été précédé par la dernière époque du Pennsylvanien (Gzhelien) et est suivi par l'époque permienne du Guadaloupien.
Le nom "Cisuralien" a été proposé en 1982 et approuvé par la Sous-commission internationale de stratigraphie permienne en 1996. L'époque cisouralienne porte le nom des versants occidentaux des monts Oural en Russie et au Kazakhstan,,.
Les calcaires situés en bordure de la plate-forme russe constituent les champs pétrolifères d'Ishimbay. Ces champs pétroliers étaient vitaux pour l'Union soviétique pendant la Seconde Guerre mondiale, lorsque les Allemands contrôlaient les champs pétroliers situés à l'ouest.

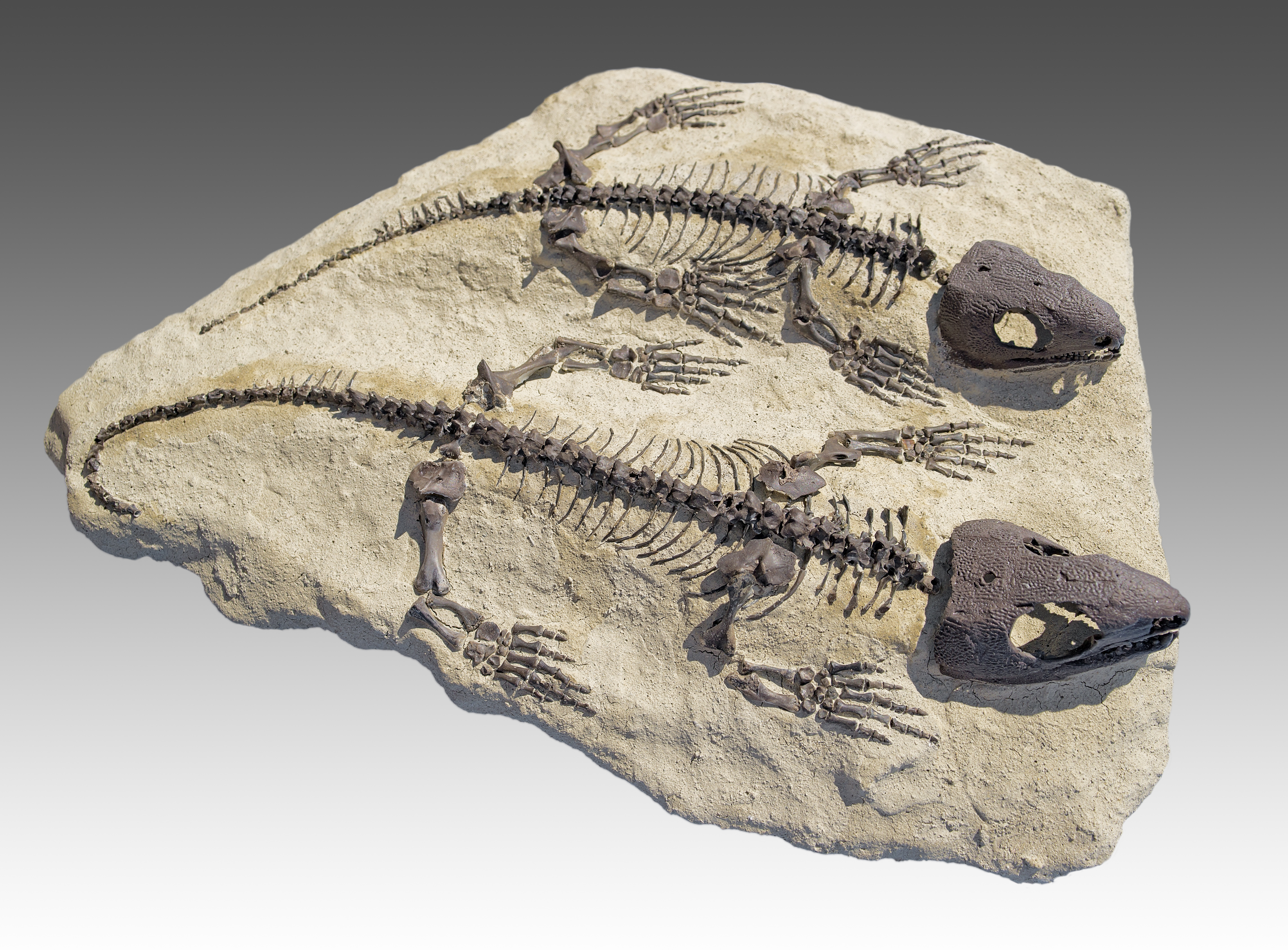
Captorhinus aguti du Cisuralien de l'Oklahoma.

| Période     | Époque        | Étage         | Âge (Ma)       |
| ----------- | ------------- | ------------- | -------------- |
| Trias       | inférieur     | Induen        | plus récent    |
| Permien     | Lopingien     | Changhsingien | 251,902–254,14 |
| Permien     | Lopingien     | Wuchiapingien | 254,14–259,51  |
| Permien     | Guadalupien   | Capitanien    | 259,51–264,28  |
| Permien     | Guadalupien   | Wordien       | 264,28–266,9   |
| Permien     | Guadalupien   | Roadien       | 266,9–273,01   |
| Permien     | Cisuralien    | Koungourien   | 273,01–        |
| Permien     | Cisuralien    | Artinskien    | –290,1         |
| Permien     | Cisuralien    | Sakmarien     | 290,1–293,52   |
| Permien     | Cisuralien    | Assélien      | 293,52–298,9   |
| Carbonifère | Pennsylvanien | Gzhélien      | plus ancien    |